# Abraham Pompe van Meerdervoort
Abraham Pompe van Meerdervoort, heer van Meerdervoort (Dordrecht, 7 september 1764 – Rotterdam, 21 oktober 1831) was een Nederlandse politicus.

## Familie
Pompe was lid van de Dordtse regentenfamilie Pompe van Meerdervoort en een zoon van Pieter Cornelis Pompe van Meerdervoort (1721-1772) en Emerentia Johanna van de Brandeler (1724-1788). Hij werd bij Koninklijk Besluit van 21 juli 1818 verheven in de Nederlandse adel, met het predicaat jonkheer. Hij trouwde met Jacoba Heeneman, uit welk huwelijk zes kinderen werden geboren.

## Loopbaan
Pompe was ambtenaar van de belastingen en schepen (1786-1788, 1790-1792) te Dordrecht en entreposeur van de in- en uitgaande rechten te Rotterdam (ca. 1795). Hij was lid van de Eerste en Tweede Nationale Vergadering. Na de staatsgreep in 1798 legde hij zijn lidmaatschap neer. Later dat jaar werd hij lid van de Vertegenwoordigend Lichaam (1798-1801), waar hij tweemaal voorzitter was van de Eerste Kamer. Hij werd lid van de Raad van Oorlog (1801-1803) en de Raad voor de Amerikaanse bezittingen (vanaf 1803). Van 4 oktober 1806 tot 30 juli 1810 werd hij voor het departement Holland-Maasland afgevaardigd naar het Wetgevend Lichaam. Hij was lid van de raad (1811-1813) en het voorlopig bestuur (1813-1816) van Dordrecht. In 1814 was hij voor het departement Monden van de Maas lid van de Vergadering van Notabelen.
- Biografisch Portaal: 35059835
- Digitale Bibliotheek voor de Nederlandse Letteren: pomp008
- Parlement.com: vg09llw1rizu